# Poterie de Vallauris

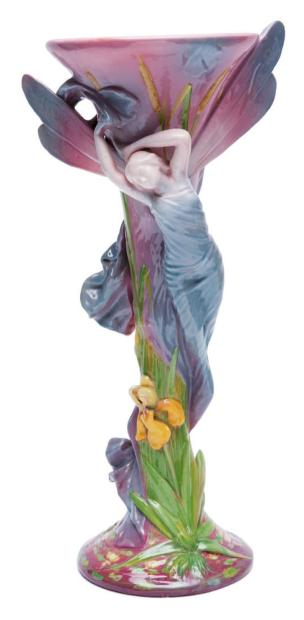
Vase cornet à décor de femme-libellule par Delphin Massier, Vallauris, France, vers 1900.

L'appellation « poterie de Vallauris » regroupe la production céramique des ateliers et manufactures installés dans la région de Vallauris à partir de la fin du XIXe siècle.
Si, dans l'esprit du public, la poterie de Vallauris rappelle avant tout les productions extravagantes et colorées qui ont alimenté les boutiques pour touristes des années 1960, pour les amateurs, Vallauris fut d'abord un vivier de grands potiers réunis dans cette ville autour de la personnalité de Picasso.

## Histoire

### L'industrie culinaire
Bien que les argiles réfractaires de Vallauris présentent des qualités indéniables pour fabriquer de la céramique culinaire, on n'a trouvé, à ce jour, aucune trace d'activité potière dans la région de Vallauris avant l'époque moderne. On ne connaît aucune céramique antique ou médiévale fabriquée dans l'argile caractéristique de Vallauris.
Il faut attendre le XVIe siècle pour que 70 familles, parmi lesquelles des potiers, repeuplent le village dévasté par la peste. La production locale se développe alors malgré la médiocrité des moyens de communication. Il faut descendre la « terraille » à dos de mulet jusqu’au rivage de Golfe-Juan où elle est embarquée sur des tartanes (bateaux à fond plat).

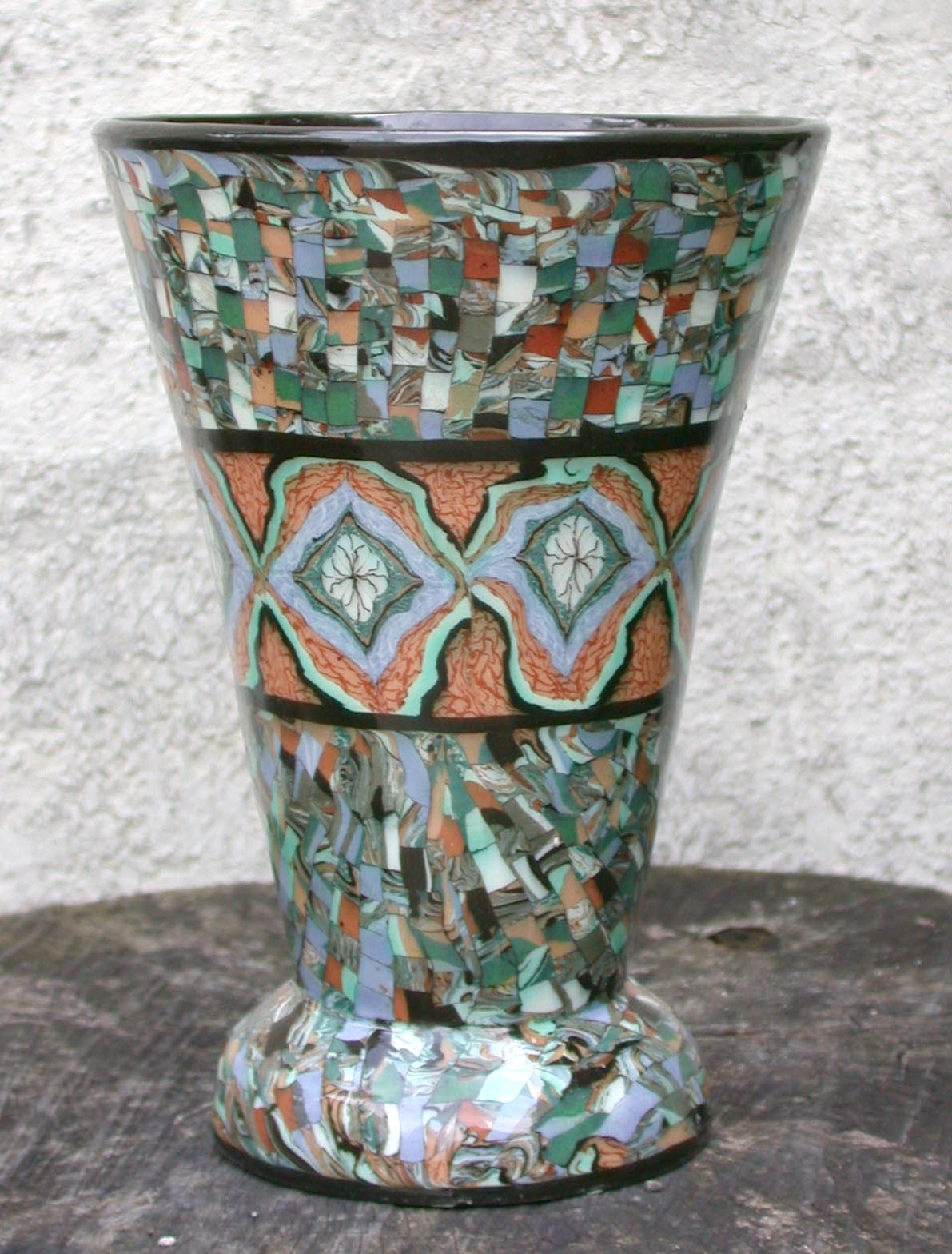
Vase mosaïque par Jean Gerbino, vers 1930.

À la fin du XIXe siècle, l’arrivée du chemin de fer permet l’expansion massive de cette production. Les petits ateliers se transforment en véritables fabriques et des sociétés apparaissent, regroupant sous un nom collectif plusieurs fabricants afin de lutter contre la concurrence. Ces sociétaires vont marquer le début de la petite industrie.

### Crise et renouveau

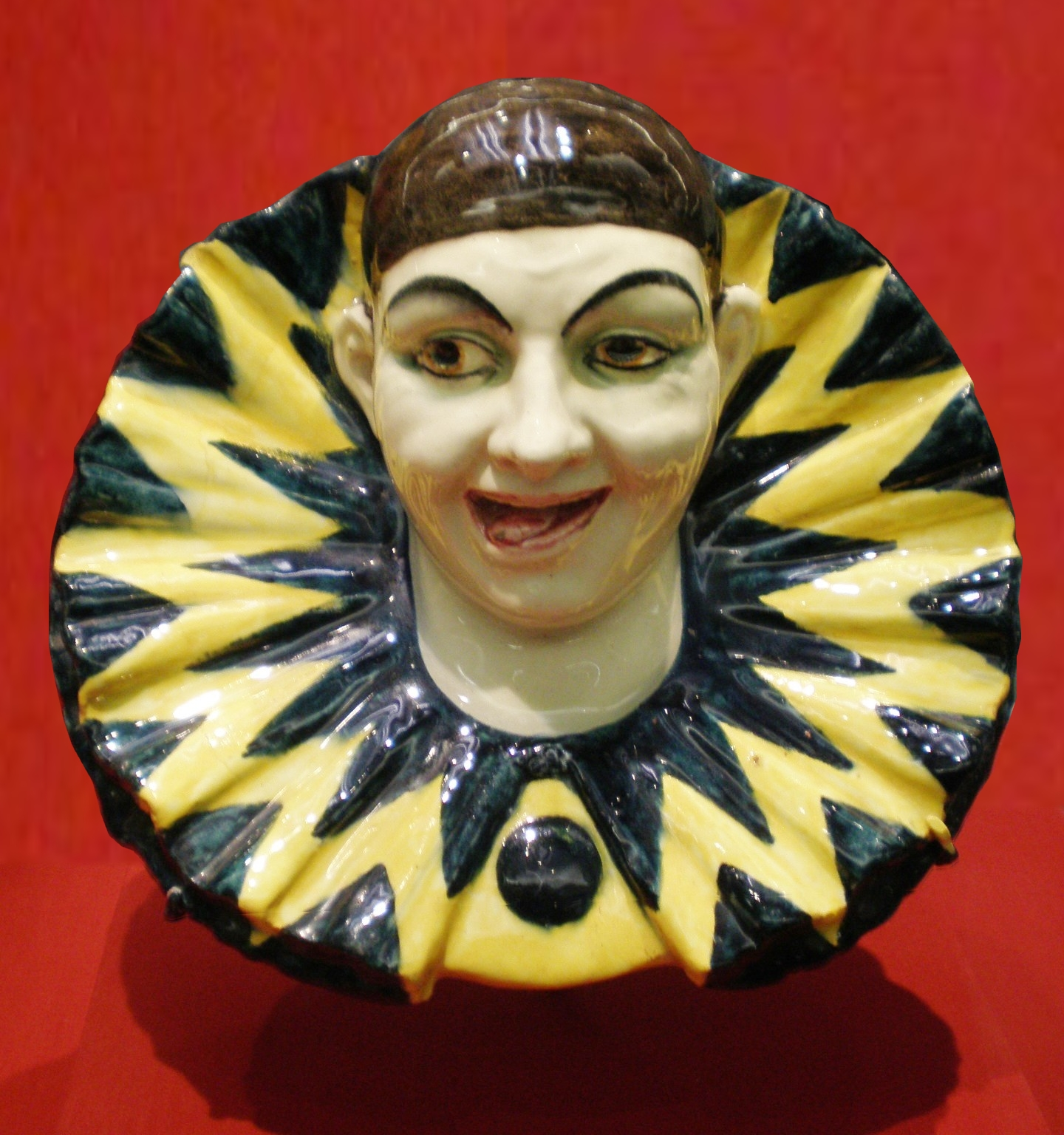
Pièce de forme, manufacture Jérôme Massier Fils.

Au début du XXe siècle, comme dans les autres centres potiers français, la poterie culinaire commence à décliner, concurrencée par les récipients métalliques. La crise économique de la fin des années 1930, et l’arrivée de matériaux plus appropriés (aluminium, fonte, inox…) éloignent la poterie de sa fonction utilitaire pour amorcer, vers la fin des années 1940, une évolution toute différente : la céramique artistique.
Ce courant artistique est présent dès la fin du XIXe siècle avec la famille Massier. Clément, Delphin et Jérôme introduisent dans leurs céramiques des émaux de couleur et des pigments métalliques.
En 1930, Jean Gerbino (1876-1966) ouvre un atelier dans lequel il crée de nombreuses poteries en appliquant son procédé unique de mosaïque de terres colorées. Mais c’est en 1947, avec l’arrivée de Picasso et son étonnante production céramique réalisée à l’atelier Madoura, que l’image de Vallauris comme centre de poterie traditionnelle cède définitivement la place à celle d'une ville où se côtoient artistes et artisans.

### Un nouvel âge d'or
Au début des années 1950, architectes et artistes issus des écoles des beaux-arts convergent vers Vallauris. L'arrivée de Suzanne Ramié, Roger Capron, Alice Colonieu, Jean Derval marque le renouveau de la céramique locale. La première exposition des potiers de Vallauris en 1946, organisée par l'atelier Madoura, André Baud et l'atelier Callis (Capron et Picault), est le point de départ d'une nouvelle ère caractérisée par une grande diversité de styles.
La nouvelle vague d'artistes crée dans la liberté, s'oppose à tous les conformismes, applique les grands principes du modernisme où se mêlent formes expressionnistes et sensibilité méditerranéenne. Deux tendances générales se dégagent, l'intérêt pour les sujets animaliers et celui pour les décors géométriques. La cohabitation entre les artistes « importés » et les potiers traditionnels sera cependant toujours conflictuelle et deux clans bien distincts se formeront. 
La présence de Picasso à Vallauris amplifie le mouvement et attire d'autres artistes, peintres ou sculpteurs venus s'essayer à la céramique. Picasso stimule, par sa puissance créatrice, l'émergence de vrais potiers. Un esprit novateur souffle sur Vallauris. Le premier concours national de céramique est créé en 1966 dans le but d'affirmer et de maintenir la qualité de la production. Les expositions se multiplient, consacrées à l'histoire des arts du feu, la première biennale est organisée en 1968. 
Les différents céramistes que regroupe la ville sont tous d'excellents techniciens et des chercheurs passionnés. Parmi eux émergent les Archanges (Gilbert Valentin) Eugène Fidler, Alexandre Kostanda, Gilbert Portanier, Gabriel-Sébastien Simonet dit « Sébastien ».
Leurs personnalités se détachent peu à peu de l'influence de Picasso. Vers 1972, la céramique vallaurienne est en pleine expansion. Après le passage de Picasso (qui meurt en 1973), Vallauris demeure un centre de poterie d’art et de pièces uniques. De grands noms tels que Roger Capron, Jean Derval, Gilbert Portanier, Francine Del Pierre, Gilbert Valentin conservent leur atelier dans la cité. 

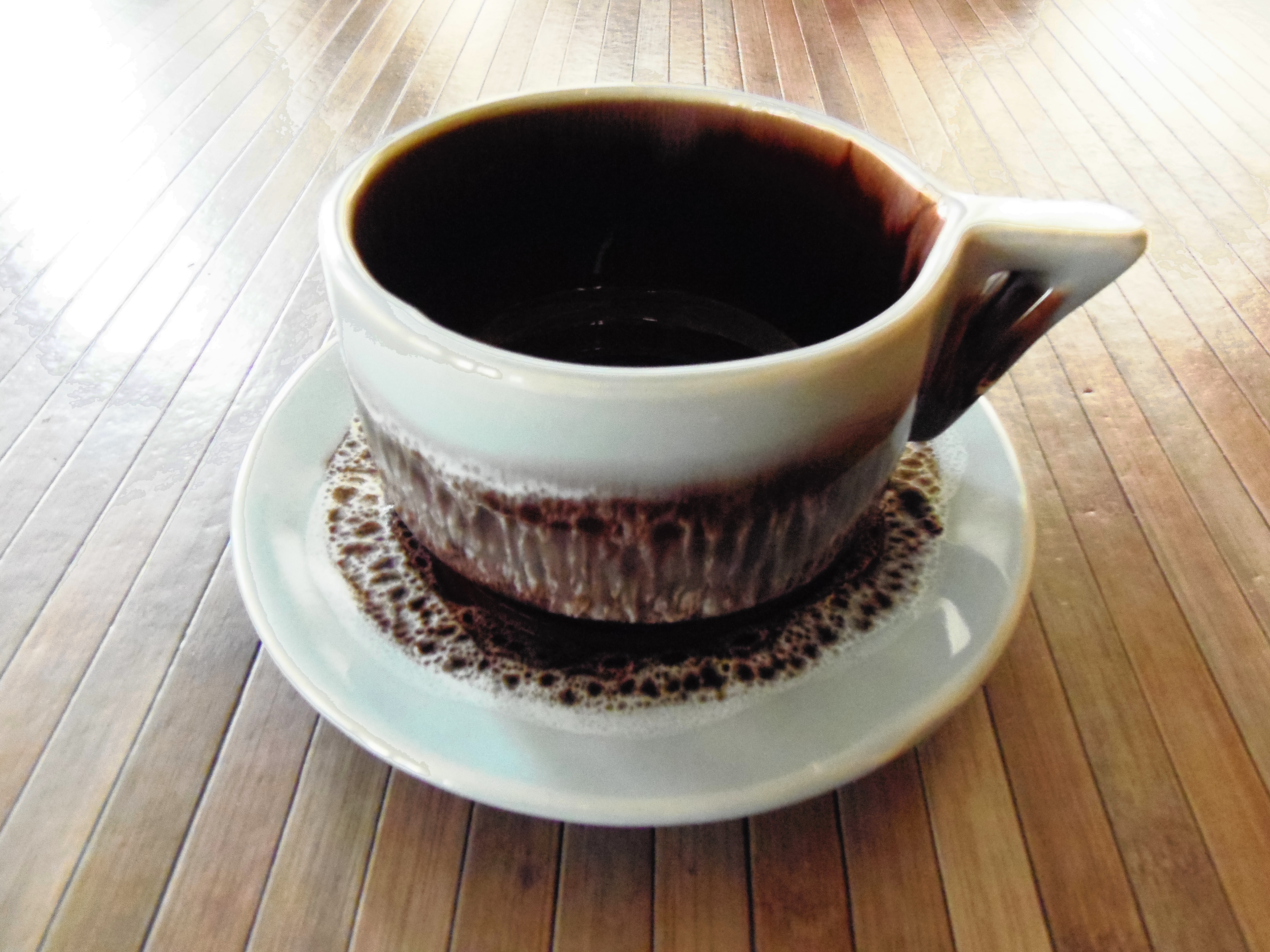
Tasse bleue de type écume de mer.

Toutefois, la débauche de produits et objets décoratifs pour touristes masque souvent cette veine créatrice.
Parmi les innombrables fabriques qui signaient collectivement 'Vallauris', sans s'identifier, on trouve des travaux intéressants, caractérisés par des couvertes de type 'écume de mer', qui rappellent les 'fat lava' des céramiques industrielles allemandes des années 1960 et 70. L'attention exclusive aux grands noms de Vallauris dans les publications masque, hélas, ces contributions restées anonymes, ou qui ont utilisé un tampon générique, comme celui de Jérome Massier, sous la direction de Maunier, au cours des années 1960. Ces œuvres collectives, non revendiquées par des personnalités artistiques, méritent cependant d'être reconnues pour leur contribution à la réputation de Vallauris comme centre de céramique mondial, par leur apport d'une modernité et d'un esprit experimental populaire et accessible à tous.

## Quelques potiers et ateliers de Vallauris
- Roger Capron, actif à partir du début des années 1940
- Atelier Cerenne (Charles-René Neveux), actif de 1945 à 1958
- Jean Derval, associé à Capron et à Picault en  1946
- Albert Diato
- Eugène Fidler
- Jean Gerbino
- Alexandre Kostanda, à Vallauris en 1949, à son compte en 1953
- Madoura
- Jean Marais
- Massier (Jérôme, Clément, Delphin, Cédric)
- Alain Maunier, actif jusqu'en 1990
- Gilbert Portanier
- Francine Del Pierre
- Suzanne Ramié
- Gilbert Valentin